# Savo (île)
Pour les articles homonymes, voir Savo.
Savo est une île qui fait partie des îles Salomon. Elle se situe à proximité de l'île de Guadalcanal et à 125 km de sa capitale Honiara.  l’île de Savo fait partie de la province centrale. Le village principal est Alialia, dans le nord de l’île.
On y parle le savosavo, une langue papoue orientale.
Pendant la Seconde Guerre mondiale, elle a été le théâtre d'une violente bataille entre les armées japonaises et américaines. La baie connue sous le nom de Ironbottom Sound est populaire auprès des plongeurs d'épaves.
La tradition orale, non datée, conjecture qu'elle pourrait être à l'origine de l'éruption volcanique de 1808.